# Olivier Gechter
Pour les articles homonymes, voir Gechter.
Œuvres principales
- Le Baron Noir
- La Boîte de Schrödinger
- Evariste
- Mission kitchenette
- Marmite et Microondes
- La Grande Cuisine Cosmique

Compléments
- Ingénieur de formation

Olivier Gechter, né en avril 1972 à Roanne (Loire), est un romancier et nouvelliste français.

## Biographie
Nouvelliste depuis 2001, il est publié d'abord aux éditions de l'Oxymore, puis dans différents supports dont Lanfeust Mag.
En 2009, il publie Évariste, un polar fantastique humoristique aux éditions Asgard, réédité en poche aux éditions Mnémos en 2015, dans une collection consacrée au polar.
Il reçoit le prix Zone Franche en 2010.
Son premier recueil de nouvelles paraît d'abord en numérique aux éditions Walrus en 2011 puis sous forme d'un recueil papier aux éditions Voy'el en 2013.
La même année, il publie le premier volume d'une série de courts romans Steampunk, Le Baron Noir aux éditions Céléphaïs. Le premier volume, sous-titré L'ombre du maître espion, particulièrement remarqué dès sa sortie, il figure dès 2013 dans le guide Steampunk d'Étienne Barillier et Arthur Morgan et figure parmi les nommés au prix Uchronie 2013. En 2015, il fait partie du jury du festival Cinérail. En 2017, les éditions Mnémos rééditent les deux premiers volumes augmentés dans un recueil de romans intitulé Baron noir volume 1864, complété d'un troisième volet inédit.
En 2019, il se lance dans les podcasts, en co-écrivant les Archives de l'Insondables  et en créant en 2020 un podcast de fictions sonores : Vous en aurez des nouvelles.
En parallèle, il co-écrit un livre de cuisine, Mission Kitchenette, aux éditions Gephyre avec le chef Franck Arif. Il est régulièrement invité au festival des Utopiales comme auteur ou comme modérateur spécialiste de l'imaginaire culinaire.
En 2024, il publie aux éditions Tana un livre de vulgarisation scientifique, La Grande Cuisine Cosmique, où il se sert de la cuisine pour illustrer les phénomènes astrophysiques.

## Œuvres

### Hors fiction
Avec le chef Frank Arif :
- Mission Kitchenette, Gephyre, 2018,  (ISBN 9782369370659)
- La Grande Cuisine Cosmique, Tana éditions, 2024,  (ISBN 9791030105742)

### Romans
- Le Baron noir[6], L'Ombre du maître-espion ; éditions Céléphaïs, mars 2013.
- Le Baron noir, Bel Ange ; éditions Céléphaïs, avril 2014.
- Évariste[7] ; éditions Asgard, novembre 2013; éditions Mnémos, mars 2015.
- Le Baron noir, 1864 ; éditions Mnémos, avril 2017.
- Requiem en catastrophe majeure ; éditions Mnémos, juillet 2022.

### Recueil de nouvelles
- La Boîte de Schrödinger, éditions Voy'el, février 2013.

### Anthologies
- Marmite & micro-ondes, Gephyre, avril 2021,  (ISBN 9782490418497). Co-dirigé et co-écrit avec Vincent Corlaix. Rédacteur du supplément epub fourni avec le livre.

### Nouvelles
- J’veux un dragon dans Chimères, 15 récits d’animaux fabuleux, éditions de l'Oxymore, coll. Emblèmythiques, 2003 ; dans Fées dans la Ville, éditions Les Trois Souhaits, 2009.
- La mousse dans Marmite & Micro-onde n° 8, 2003 ; dans Lanfeust Mag n°131, mai 2010.
- Le prix à payer dans La mort, ses œuvres, éditions de l'Oxymore, coll. Emblèmes n° HS 1, 2003.
- La Grande Marche dans Luna Fatalis n°6, 2003
- Les chiens de Jean-Pierre dans Marmite & Micro-onde n° 9, 2003 ; dans Marmite & Micro-onde HS n°2, 2008.
- Mot de passe incorrect dans Matière grise, éditions PAWEdit, 2004.
- Nous n’écrirons plus (coécriture avec Nico Bally) dans Luna Fatalis n° 9, 2004.
- Un beau ciel bleu dans Horrifique n°41, 2004 (Canada), dans Géante Rouge n°11, 2008.
- Magie (coécriture avec Nico Bally) dans Marmite et micro-onde n°11, 2004.
- Cinquième étage, porte gauche dans Les portes, éditions de l'Oxymore, coll. Emblèmes n° 14, 2004.
- Une bête fauve ; dans Éclats de Rêves n° 5, 2005.
- Le goût de l’ambroisie ; dans Marmite & Micro-onde n° 15, 2006.
- Le destin des puissances (inédit en France); traduction espagnole par Firmin Moreno (El destino de los dioses); dans Sable n°5, 2006.
- La boucle de Zurvan ; dans AOC n°9, éditions Club Présence d’Esprit, 2008 ; dans l'anthologie des Utopiales 2023, éditions de l'Atalante.
- Les voies du cœur passent par l’estomac ; dans Marmite et micro-onde n°21, 2008.
- Le Scintillement des Saisons ; dans Anthologie Solstice volume 2, Crime en imaginaire, éditions Mille Saisons, 2008.
- L’Envoyé ; dans Lanfeust Mag n°119, éditions Soleil, avril 2009.
- Le Ferrovipathe ; dans AOC n°13, octobre 2009 ; Prix de la Ville de Bagneux 2010, Festival Zone Franche ; AOC Millésime 2, octobre 2023.
- Le pouvoir absolu n’est plus ce qu’il était ; dans éditions Club Présence d’Esprit n°61, décembre 2009 ; Lanfeust Magazine n°221, éditions Soleil, juillet 2018.
- Amice Mi ; dans Flammagories, éditions Argemmios, janvier 2010.
- Cycles de Vie (nouvelle collective) ; dans Géante Rouge n°16/17 spécial PUAT n°3, janvier 2010.
- Le La naturel ; dans Éclats de Rêves n°18, avril 2010.
- Pilotage automatique ; dans Borderline n°17, octobre 2010.
- Le Jugement ; dans anthologie Arcane, éditions Voy'el, novembre 2010.
- Le Gambit de Hunger ; dans anthologie Destination Univers, éditions Griffe d'Encre, février 2012.
- La Lettre de Refus ; dans AOC n°23, éditions Présences d’Esprits, février 2012.
- La Route des Pèlerins, dans La Boîte de Schrödinger, éditions Voy'el, 2013.
- Et la Face du Monde Changea ; dans La Boîte de Schrödinger, éditions Voy'el, 2013.
- Un dernier pour la route ; dans La Boîte de Schrödinger, éditions Voy'el, 2013.
- Randonnée en solitaire ; dans La Boîte de Schrödinger, éditions Voy'el, 2013.
- 100% pur Cuir (avec Sandrine Scardigli) ; dans Géante Rouge nº21, octobre 2013.
- La Cure ; dans anthologie Vampire à contre-emploi, éditions Mnémos, janvier 2014.
- La Famine ; dans anthologie 42 l'appel de la SF, éditions Parchemins & Traverses, octobre 2015.
- Futur en friches ; dans anthologie Dimension Avenirs Radieux, éditions Rivière Blanche, août 2016.
- La Route aux pavés rouges ; dans anthologie Dimension Légendes de la Route et routes de légende, éditions  Rivière Blanche, janvier 2017.
- Huit siècles sur une échelle de temps ; dans anthologie Utopiales 2017, éditions ActuSF, octobre 2017. Publié aussi dans la revue numérique Cérés n°1, chez le même éditeur.
- Petite Fleur ; dans anthologie Imaginales 2018, éditions Mnémos, mai 2018.
- L’âme des autres ; dans anthologie Dimension étranges détectives, éditions Rivière Blanche, mai 2019.
- La bénédiction de Mama ; dans anthologie jeunesse des Utopiales 2020, éditions ActuSF, octobre 2020.
- De l’autre côté du mur, dans anthologie H22, l’enfance, éditions Flatland, janvier 2025.

#### Edition numérique seulement
- La moindre des politesses ; éditions Les Bookonautes, octobre 2017.
- Chapeau melon et homme en noir ; Éditions Mnémos, avril 2018.

#### Lecture
- Petite Fleur ; émission Bouquin Bouquine, sur Graffiti Urban Radio, le 12 juin 2018[8].
- Le corps était allongé ; Podcast SVTLC, le 17 février 2023.

#### Podcast
- Vous aurez de nos nouvelles ; podcasts de lecture de fictions, écrites par Olivier Gechter, Lilian Peschet et Audrey Singh, entre autres contributeurs.
- Les archives de l'insondables ; podcast de brèves fantastico-humoristiques, co-écrit et co-réalisés avec Vincent Corlaix et Dimitri Régnier.

## Prix et nominations
- Prix 85e Dimension 2001, catégorie Science Fiction, pour Et la Face du Monde Changea
- Prix ProZirst (2e prix) 2004, pour Mot de passe incorrect
- Prix Zone Franche 2010, catégorie nouvelle, pour La Route des Pélerins et Le Ferrovipathe
- Nomination au prix Uchronie 2013, pour Le Baron Noir, L'Ombre du Maître Espion[9].
- Nomination au prix Uchronie 2017, pour Le Baron Noir 1864